# Грб Кнежева
Грб Кнежева је званични грб српске општине Кнежево. Грб је усвојен 2006. године. Прије усвајања овог грба, општина је од 2000. користила грб сличне садржине.
Симбол општине је грб у облику средњовјековног штита са садржајним елементима, који подсјећају на општинске амблеме из комунистичког периода.

## Опис грба
Грб Кнежева је раздијељен изломљеном линијом у плавом пољу је сунчани крст између двије растуће зелене јеле, а у сребрном пољу двије сребрне главе овнова (у оригиналу се наводи јарчева), златних рогова, међусобно се гледају. Између њих прате их три класа жита те у дну четири плаве ленте, у доњој је сребрним ћириличним словима исписано „1562“, све надвишено црвеном лентом у којој је исписано име општине „Кнежево“, између два мања сунчана крста.